# Кріс Олбрайт
Кріс Олбрайт (англ. Chris Albright, нар. 14 січня 1979, Філадельфія) — американський футболіст, що грав на позиції захисника.
Виступав, зокрема, за клуб «Лос-Анджелес Гелаксі», а також національну збірну США, у складі якої був учасником чемпіонату світу 2006 року.

## Клубна кар'єра
Народився 14 січня 1979 року в місті Філадельфія. Закінчив філадельфійську початкову школу імені Вільяма Пенна. Футболом Олбрайт почав займатися під час навчання у Університеті Вірджинії. У команді університету Кріс грав на позиції нападника.
У 1999 році Кріс став професійним футболістом і приєднався до клубу «Ді Сі Юнайтед». У столичному клубі за три роки Кріс забив 4 м'ячі в 56 матчах.
2002 року Кріс перейшов в клуб «Лос-Анджелес Гелаксі», спочатку Олбрайт став виступати в півзахисті, а потім був переведений на правий фланг захисту. У складі клубу Кріс став дворазовим володарем кубка MLS, а також трофею MLS Supporters' Shield у 2002 році і володарем Відкритого кубка США у 2005 році.
У 2008 році Олбрайт став гравцем клубу «Нью-Інгленд Революшн» з міста Фоксборо, штат Массачусетс, де провів два сезони
У 2010 році перейшов в клуб «Нью-Йорк Ред Буллс». В кінці сезону 2011 «Ред Буллз» відмовилися від продовження контракту Олбрайта і в лютому 2012 року Кріс перейшов в «Філадельфія Юніон». Завершив професійну ігрову кар'єру у клубі «Філадельфія Юніон» у 2013 році.

## Виступи за збірні
Протягом 1999—2000 років залучався до складу молодіжної збірної США. У 2000 році в складі олімпійської збірної США Олбрайт брав участь на Олімпійських іграх у Сіднеї. Всього на молодіжному рівні зіграв у 10 офіційних матчах, забив 2 голи.
8 вересня 1999 року дебютував в офіційних матчах у складі національної збірної США в матчі проти збірної Ямайки.
У складі збірної був учасником чемпіонату світу 2006 року у Німеччині, проте на поле не виходив.
Протягом кар'єри у національній команді, яка тривала 8 років, провів у формі головної команди країни 22 матчі, забивши 1 гол.

## Титули і досягнення
- Володар Кубка МЛС: 1999, 2002, 2005
- MLS Supporters' Shield: 1999, 2002
- Володар Відкритого кубка США: 2005
- Переможець Північноамериканської суперліги: 2008
- MLS Best XI: 2005